# Marzán (Monterroso)
Marzán (llamada oficialmente Santa María de Marzán) es una parroquia y una aldea española del municipio de Monterroso, en la provincia de Lugo, Galicia.

## Organización territorial
La parroquia está formada por nueve entidades de población, constando cuatro de ellas en el nomenclátor del Instituto Nacional de Estadística español:
- A Barreira
- As Medorras
- As Tragarizas
- A Travesía de Montecalvo
- A Volteira
- Irixe
- Marzán
- Montecalvo
- Pena Parda

## Demografía

### Parroquia
| Gráfica de evolución demográfica de Marzán (parroquia) entre 2000 y 2020 |
|                                                                          |
| Datos según el nomenclátor publicado por el INE.                         |

### Aldea
| Gráfica de evolución demográfica de Marzán (aldea) entre 2000 y 2020 |
|                                                                      |
| Datos según el nomenclátor publicado por el INE.                     |